# Cyril Aellen
Cyril Aellen, né le 29 février 1972 (originaire de Genève), est une personnalité politique suisse, membre du Parti libéral-radical.
Il est député du canton de Genève au Conseil national depuis décembre 2023.

## Biographie
Cyril Aellen naît en 1972. Il est originaire de Genève. Son père est directeur des ressources humaines à la Migros ; sa mère est enseignante.
Il fait des études de droit à l'Université de Genève. Spécialisé dans le droit immobilier et le droit de la famille, il est associé dans un cabinet d'avocats.
Il est marié et père de quatre enfants et habite à Veyrier.

## Parcours politique
Il adhère au Parti libéral genevois au début des années 1990, lors de ses études,.
Il est membre du Conseil municipal (législatif) de Bernex de 2001 à 2005. Il siège au Grand Conseil du canton de Genève depuis le 6 juin 2013. Il y est chef de son groupe de 2017 à 2019. Il démissionne en novembre 2023, après son élection au parlement fédéral.
Au cours de son deuxième mandat de député au Grand Conseil du canton de Genève, il a été élu "meilleur député" de la législature.
Il est élu député du canton de Genève au Conseil national en octobre 2023, où il succède à Christian Lüscher.
En juin 2024, il est élu vice-président du PLR Suisse.